# МКС-44
МКС-44 — сорок четвертий довготривалий екіпаж Міжнародної космічної станції. Його робота розпочалася 11 червня 2015 року з моменту відстиковки Союз ТМА-15М від станції, на якому повернулися члени експедиції-43 та завершилася 12 вересня 2015 року.

## Екіпаж
| Посада/Час перебування на МКС | з 11 березня 2015          | з 23 липня 2015 по 12 вересня 2015 |
| ----------------------------- | -------------------------- | ---------------------------------- |
| Командир                      | Геннадій Падалка (5), ФКА  | Геннадій Падалка (5), ФКА          |
| Бортінженер 1                 | Михайло Корнієнко (2), ФКА | Михайло Корнієнко (2), ФКА         |
| Бортінженер 2                 | Скотт Келлі (4), НАСА      | Скотт Келлі (4), НАСА              |
| Бортінженер 3                 |                            | Олег Кононенко (3), ФКА            |
| Бортінженер 4                 |                            | Кімія Юи (1), JAXA                 |
| Бортінженер 5                 |                            | Челл Норвуд Ліндгрен (1), НАСА     |

Склад експедиції МКС-44 — 3 людини (11.06 — 23.07.2015 р.), 6 осіб (23.07 — 01.09.2015 р.) і 9 осіб (01.09 — 12.09.2015 р.). Космонавти Г. Падалка, М. Корнієнко і Скотт Келлі перебували на МКС у складі експедиції-43 з 11 березня 2015 року. Інші троє учасників експедиції приєдналися 23 липня 2015 року. 4 вересня до МКС прилетіли космонавти С. Волков, А. Могенсен та А. Аімбетов.

## Значимі події

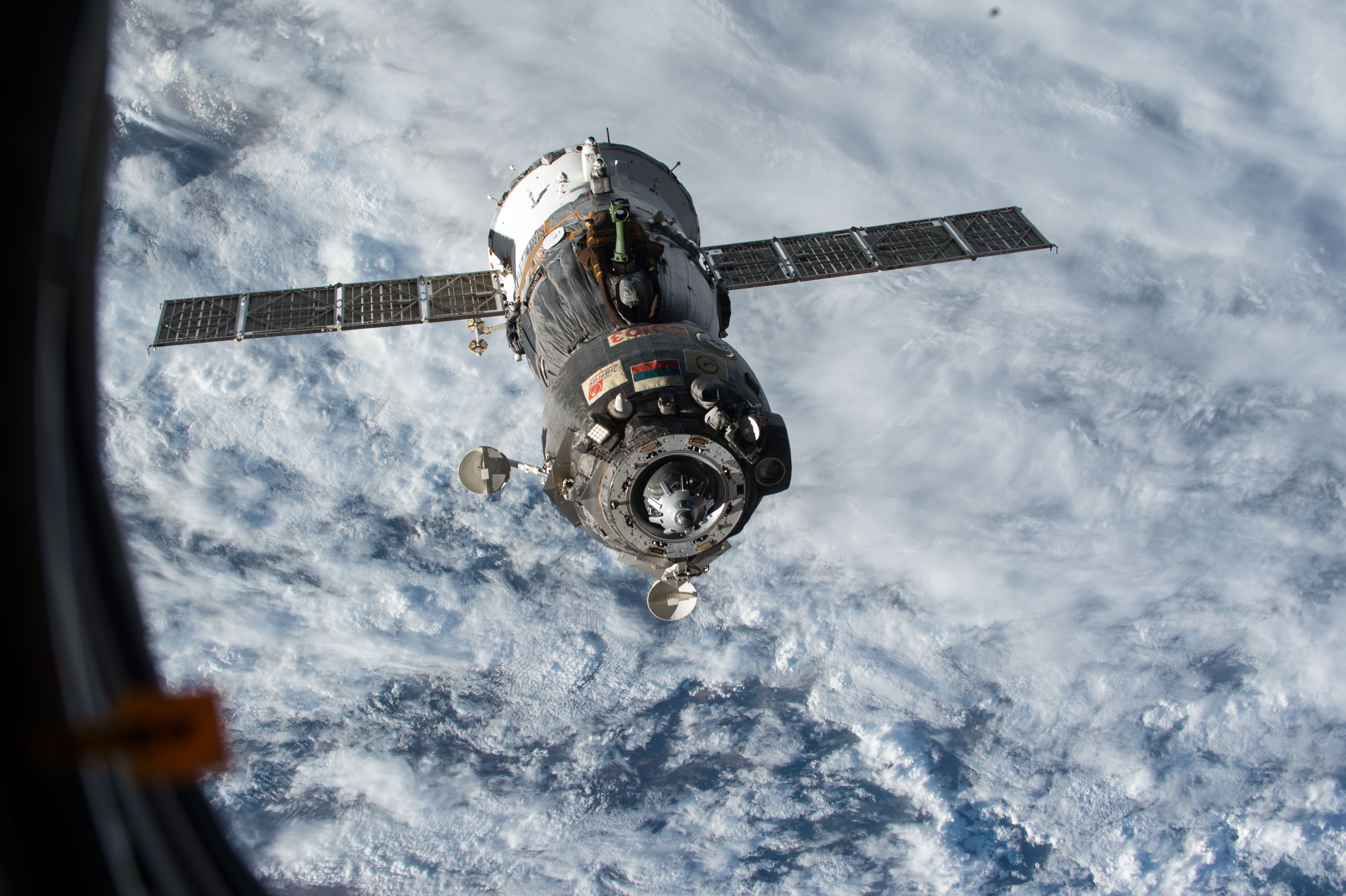
«Союз TMA-15M» відразу після відстикування від МКС, 11.06.2015

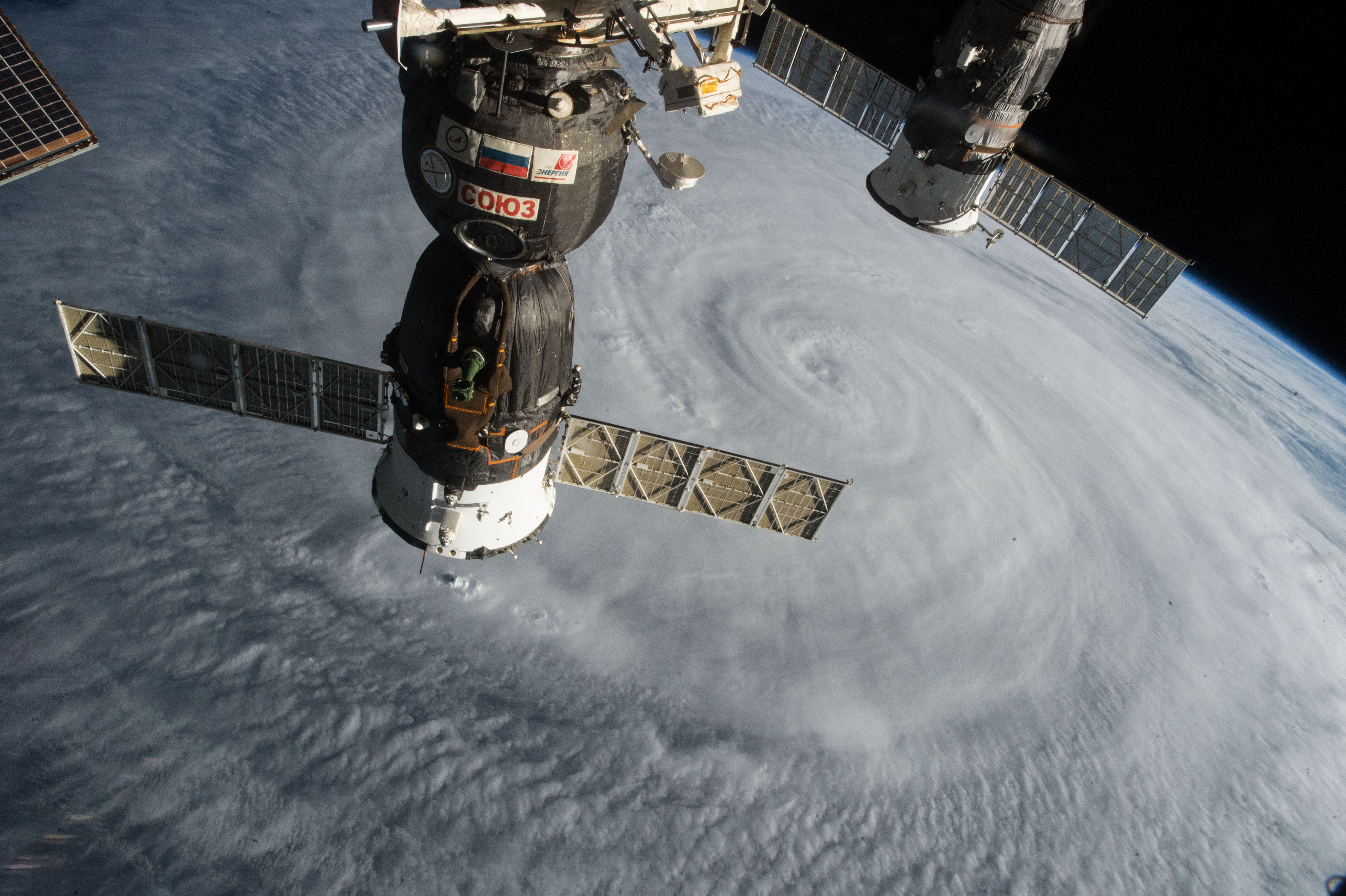
«Союз ТМА-17М» пристикований до МКС. 5.08.2015

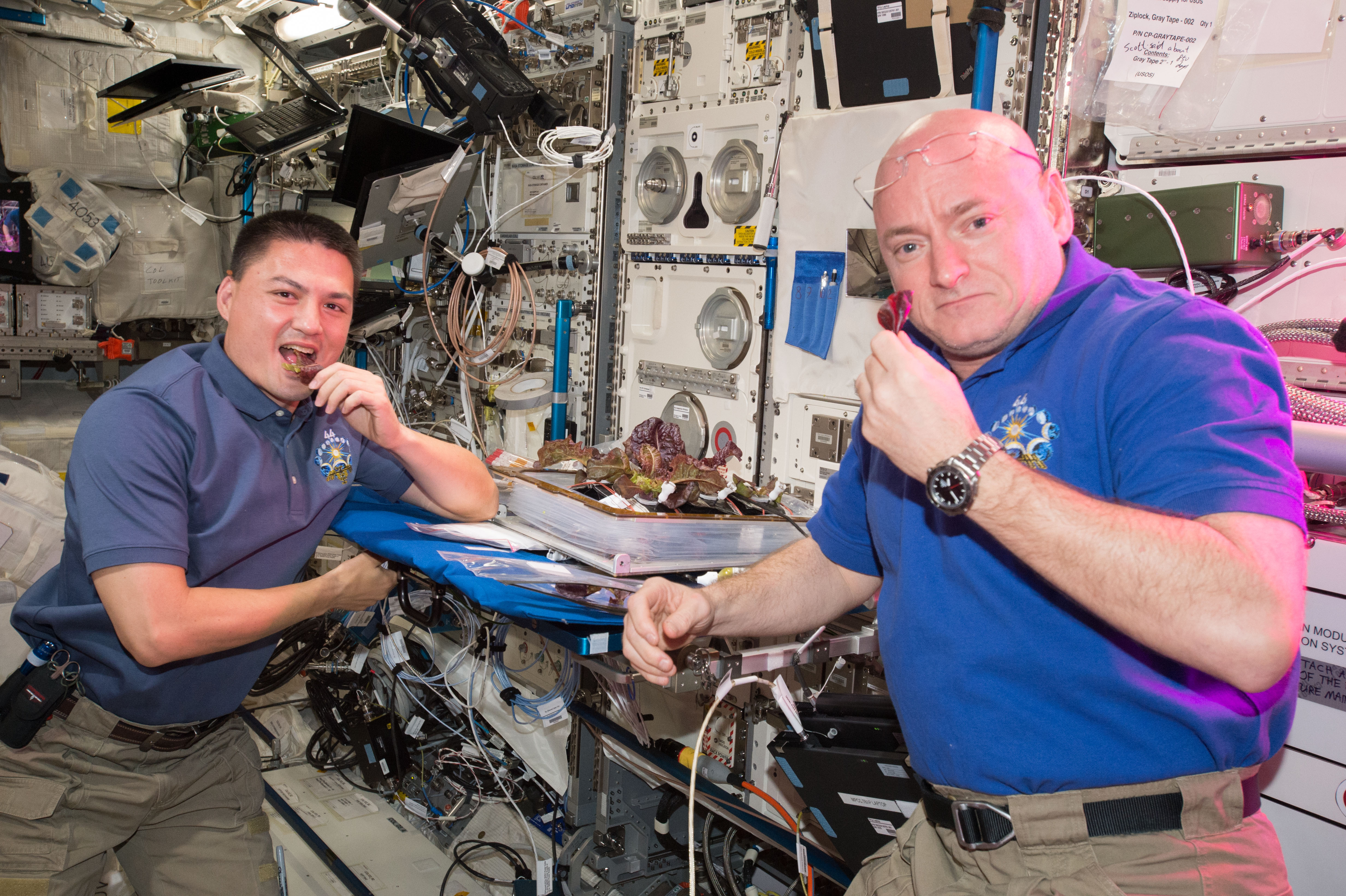
С. Келлі та К. Ліндгрен частують листя салату, вирощеного на МКС. 10.08.2015

28 червня 2015 року з космодрому на мисі Канаверал (США) було запущено ракету-носій Falcon 9 з вантажним кораблем Dragon, який мав доставити на МКС близько 2 тонн вантажу (продовольство, обладнання та матеріали для експериментів). Однак через декілька хвилин після старту ракета вибухнула.
5 липня російський транспортний корабель «Прогрес М-28М», запущений з Байконуру, успішно пристикувався до МКС. Він доставив на станцію 2,4 тонни вантажу, у тому числі їжу, воду, паливо і кисень. Два попередніх запуски космічних вантажівок — російського «Прогрес М-27М» і американського Dragon — закінчилися невдачею.
23 липня «Союз ТМА-17М» доставив на борт МКС ще трьох космонавтів. Стикування відбулося у позаштатному режимі — ліва сонячна батарея корабля під час польоту не відкрилася.
10 серпня члени екіпажу Геннадій Падалка і Олег Кононенко здійснили вихід у відкритий космос, де провели понад 6 годин. Вони вперше в історії почистили ілюмінатори МКС зовні за допомогою спеціальних пристосувань. Також вони встановили м'які поручні на службовому модулі (СМ) «Зірка»; встановили елементи кріплення антен WAL1-WAL5 міжбортової радіолінії на СМ; сфотографували наукову апаратуру Expose-R на універсальному робочому місці, яке доставляється; демонтувати блок датчика потенціалу плазми плазменно-хвильового комплексу космічного експерименту «Обстановка» на СМ; зробили відбір проб-мазків із сонячних батарей № 4 і в районі дренажних клапанів систем «Повітря» та «Електрон»; замінили антени WAL6 АФУ; сфотографували штуцер системи «Електрон»; змінили орієнтир приладу блоку контролю тиску і осаджень на малому дослідному модулі «Пошук» (МІМ-2) і провели фотозйомки зовнішньої поверхні РС МКС.
19 серпня в Японії з космодрому Танеґасіма благополучно пройшов запуск безпілотного космічного корабля «Коноторі» («Лелека») до МКС. Стикування з МКС відбулося 25 серпня. Корабель доставив необхідні припаси на станцію і повинен забрати звідти сміття.
28 серпня космонавти на борту МКС здійснили перестиковку корабля «Союз ТМА-16М» від модуля «Поіск» до модуля «Звезда». Перестиковка здійснювалася в ручному режимі та зайняла 18 хвилин. Операцію було зроблено для звільнення місця для майбутньої пристиковки корабля «Союз ТМА-18М».
2 вересня з космодрому «Бойконур» успішно стартував транспортний пілотований корабель «Союз ТМА-18М». Він пристикувався до МКС 4 вересня, доставивши члена довготривалої експедиції МКС-45/46, російського космонавта Сергія Волкова і двох учасникі експедиції відвідування ЕВ-18 — астронавта Європейського космічного агентства Андреаса Могенсена і космонавта Республіки Казахстан Айдина Аімбетова. Таким чином, на борту МКС стало 9 астронавтів.
12 вересня 2015 року в 00 годин 29 хвилин транспортний пілотований корабель «Союз ТМА-16М» з екіпажем у складі Генадія Падалки, Айдина Аімбетова і Андреаса Могенсена відстикувався від МКС. У 3 години 52 хвилини 12 вересня корабель успішно приземлився у заданому районі в Казахстані.

## Цікаві факти

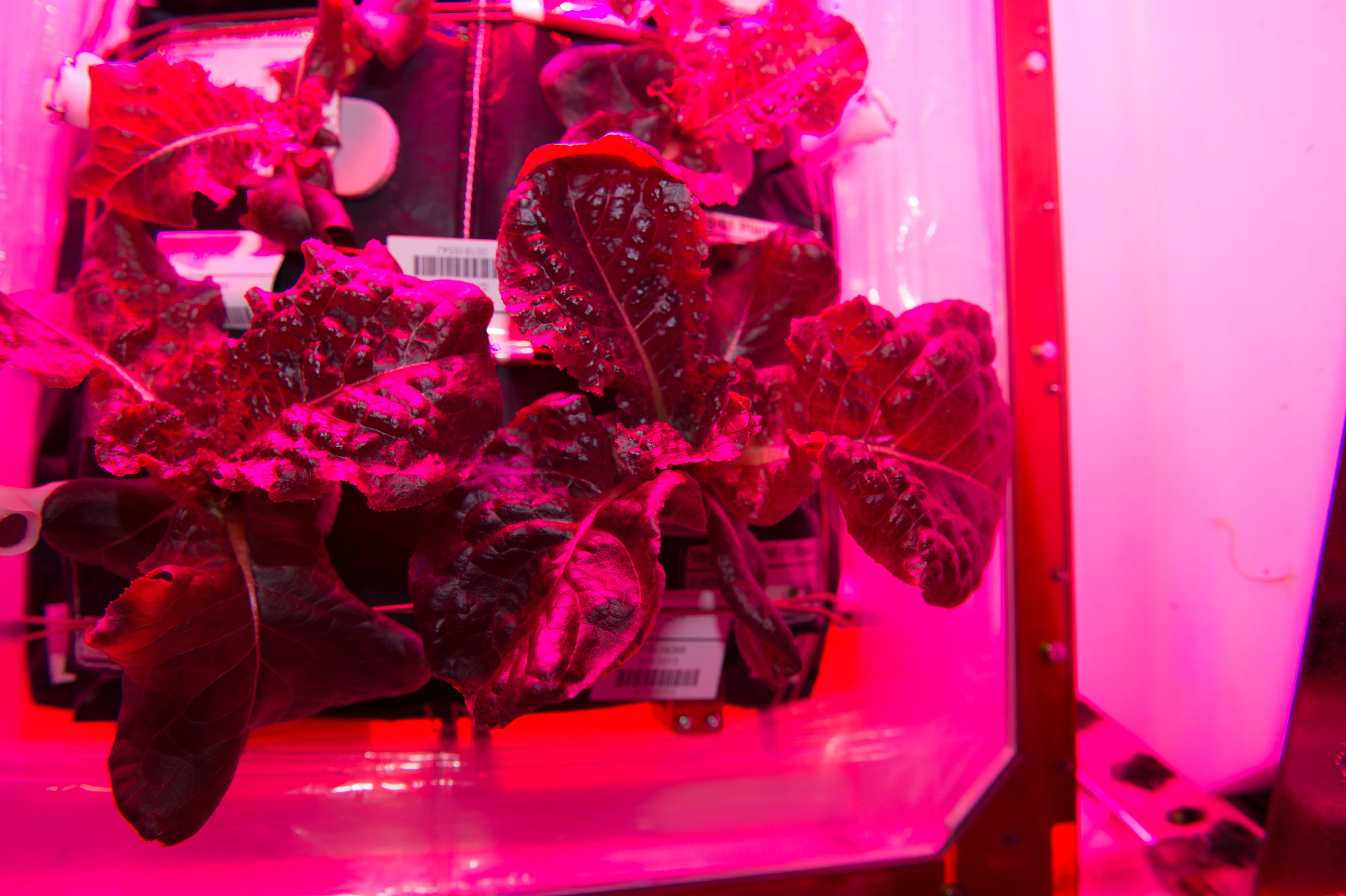
Салат, що виріс на МКС

6 серпня британському радіолюбителю Адріану Лейну вдалося вперше в історії здійснити самостійно розмову з космонавтами, які перебували на МКС, налаштувавшись на хвилю МКС. Розмова тривала майже хвилину. При цьому Лейн не вдавався ні до допомоги інтернету, ні до супутникового зв'язку.
10 серпня екіпаж МКС вперше провів дегустацію вирощеного в космосі листя червоного салату (латуку). Раніше вирощені на орбіті овочі повертали на Землю для проведення наукових досліджень.
10 серпня російський астронавт Геннадій Падалка зробив селфі у відкритому космосі під час виконання планових робіт. Знімок був опублікований в офіційному Twitter Роскосмосу.